# Stazione di Prenzlauer Allee
La stazione di Prenzlauer Allee è una fermata ferroviaria posta sulla Ringbahn di Berlino.

## Movimento
La stazione è servita dalle linee S 41, S 42, S 8 e S 85 della S-Bahn.

## Interscambi
- Fermata tram (S Prenzlauer Allee, linea M 2)[2]
- Fermata autobus